# Boxiang
Boxiang (kinesiska: 波乡) är en socken i Kina. Den ligger i den autonoma regionen Tibet, i den sydvästra delen av landet, omkring 220 kilometer öster om regionhuvudstaden Lhasa.
Genomsnittlig årsnederbörd är 1 050 millimeter. Den regnigaste månaden är juni, med i genomsnitt 246 mm nederbörd, och den torraste är december, med 5 mm nederbörd.